# Axel Nielsen
Axel Vilfred Nielsen (13 de diciembre de 1902 – 24 de febrero de 1970) fue un astrónomo danés, que trabajó en el Observatorio Ole Rømer de Aarhus desde 1927 hasta su muerte en 1970.

## Semblanza
Axel V. Nielsen era hijo de Peder Adolf Nielsen (1872-1962) y de Caroline Marie Nielsen (1873-1937). Creció con sus dos hermanos menores, Holger Marius Nielsen (1905-1993) y Povl Erik Nielsen (1909-1995) en Glostrup, a unos 10 kilómetros al oeste de Copenhague.
En 1921, mientras todavía era un estudiante, Nielsen estableció su Observatorio privado, al que denominó  "Spica", en Glostrup. El Observatorio fue ubicado en las instalaciones de una empresa local, donde el padre de Nielsen trabajaba como gerente. Axel V. Nielsen se graduó en 1926 de la Universidad de Copenhague. En 1927 empezó a trabajar como ayudante con el Observatorio Ole Rømer de Aarhus (fundado en 1911 y entregado a la entregado a la Universidad de Aarhus en 1956), donde posteriormente sería nombrado jefe de sección.

## Publicaciones
Nielsen publicó varios libros y artículos sobre astronomía y sobre la historia de la astronomía en Dinamarca. En 1944 editó un trabajo importante sobre el astrónomo danés Ole Rømer (1644-1710). La lista de publicaciones de Nielsen incluye:
- Ole Rømers ”Dimensionstavle”, Nordisk Astronomisk Tidsskrift 1928, 30
- Ildkugler og Stjerneskud: Tidsskrift for Skole og Hjem. 2. Aarg. 8. Hft., Hellerup 1929
- The normal light curve, Astronomische Nachrichten, vol. 262, May 1937
- Hvornaar forelagde Ole Rømer sin Afhandling om Lysets Hastighed for Akademiet i Paris, NAT 1944, 60
- Ole Rømer. En Skildring af hans Liv og Gerning, København 1944
- Ole Rømers Triduum i det 18. århundredes astronomi, s. 205-223 i Vagn Dybdahl o.a.: Seksten Århusrids, Aarhus 1953
- Om iagttagelser af ildkugler, Aarhus 1958
- Helligtrekongersmindet astronomisk belyst, Aarhus 1959
- Hundrede års astronomi på Østervold, særtryk af Nordisk Astronomisk Tidsskrift 1961-62
- Ole Rømer-Observatoriet - dets oprindelse og dets første leder, Aarhus Stifts Årbøger, bind 55, Aarhus, 1962

## Eponimia
- El cráter lunar Nielsen lleva este nombre en su memoria,[1] honor compartido con el físico estadounidense del mismo apellido Harald Herborg Nielsen (1903-1973).